# Палеоліт (біметалева монета)
«Палеолі́т» — пам'ятна біметалева монета зі срібла і золота, випущена Національним банком України, присвячена найдавнішій епосі в історії людства — палеоліту (в Україні — бл. 1 млн. — 10 тис. років тому), яка заклала підґрунтя для розвитку світової цивілізації та культури. Наприкінці палеоліту люди освоїли майже всю територію України. Пам'ятки культури того часу свідчать про зародження мистецтва та виникнення первісних релігійних вірувань.
Монету введено в обіг 20 грудня 2000 року. Вона належить до серії «Пам'ятки давніх культур України».

## Опис монети та характеристики
| Номінал грн. | Метал          | Маса, г                                                         | Діаметр, мм | Якість виготовлення | Гурт                 | Тираж, штук |
| ------------ | -------------- | --------------------------------------------------------------- | ----------- | ------------------- | -------------------- | ----------- |
| 20           | золото, срібло | 14,7: метал вставки — Au 916 — 5,74 метал кільця — Ag 925 — 7,8 | 31,0        | не визначено        | секторальне рифлення | 3 000       |

### Аверс
На аверсі монети у внутрішньому колі в центрі на тлі житнього колосся зображено символічне колесо історії, на якому сидить сокіл, а внизу — змія, угорі ліворуч розміщено малий Державний Герб України; у зовнішньому колі розміщено зображення людини — ліворуч та кам'яної споруди — праворуч, логотип Монетного двору і написи: «УКРАЇНА» / «2000» / «20» / «ГРИВЕНЬ»/.

### Реверс

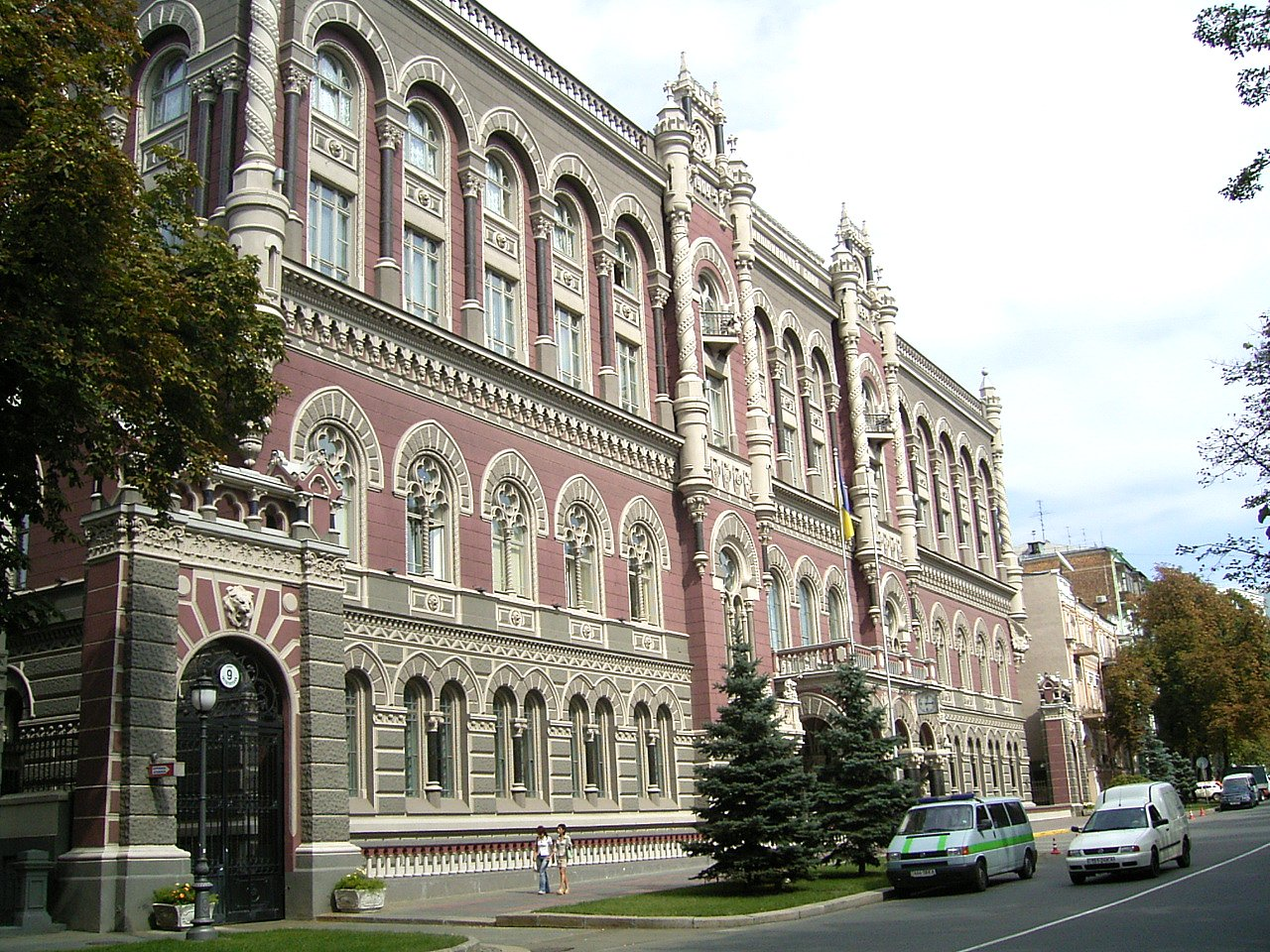
Будівля Національного банку України

На реверсі монети у внутрішньому колі зображено різьблений мізинський браслет із бивнів мамонта; у зовнішньому колі — наскельні малюнки первісних людей, бивні мамонта та стилізований напис: «ПАЛЕОЛІТ».

## Автори
- Художник — Чайковський Роман.
- Скульптор — Чайковський Роман.

## Вартість монети
Ціна монети — 3547 гривень була вказана на сайті Національного банку України в 2011 році.
Фактична приблизна вартість монети, з роками змінювалася так:
| Рік        | 2010  | 2011  | 2012  | 2013  | 2014  | 2015  | 2016  | 2017  | 2018  | 2019  | 2020  | 2021   | 2022  | 2023   | 2024   | 2025   |
| ---------- | ----- | ----- | ----- | ----- | ----- | ----- | ----- | ----- | ----- | ----- | ----- | ------ | ----- | ------ | ------ | ------ |
| Ціна, грн. | 2 500 | 3 600 | 3 600 | 3 600 | 3 400 | 5 500 | 7 000 | 7 400 | 7 600 | 7 100 | 9 000 | 11 000 | 8 900 | 17 500 | 20 200 | 30 000 |